# シュルトゥン
シュルトゥン（Xultún）は、グアテマラのペテン県北東部にある古典期マヤ文明の遺跡。壁画で有名なサン・バルトロ遺跡の約9キロメートル南に位置する。略奪者によって遺跡は大きく損なわれたが、21世紀になって調査が進んでいる。

## 遺跡
先古典期のこの地域ではサン・バルトロ遺跡が最大の遺跡だったが、先古典期の終わりに土壌の流出、森林破壊、旱魃などの環境の劣化が起きたため、人々はサン・バルトロを放棄してシュルトゥンに移動したと推測されている。シュルトゥンは巨大なバホ（雨季に水がたまる低湿地）に囲まれ、5つの貯水池（アグアダ）があり、水源が豊かだった。
シュルトゥンには5世紀から9世紀にかけての古典期の都市国家があった。シュルトゥンは大きな都市で、公共建築物や広場、大量のモニュメントがあり、その周囲を住宅地がとり囲んでいた。
2012年に小さな建物からマヤ暦の計算表を記した壁画が発見された。この壁画には座った王、筆をもつ書記らの図像とともに、月・火星・金星などの天文観測にもとづくマヤの暦と計算表が記されていた。このような天体の表はずっと後世のドレスデン絵文書などに見られるが、古典期マヤの遺物には今まで見つかったことがなかった。この発見は『サイエンス』の2012年5月11日の号に発表されたが、当時はマヤの暦に由来する2012年人類滅亡説が流行していたため、日本を含むマスコミによって大々的に報道された。この遺跡では9世紀から7000年間にわたる暦を記しており、当時のマヤ人が2012年に終末が来ると考えていなかったことは明らかであった。
シュルトゥンからはロス・サポス（ヒキガエル）と呼ばれる汗風呂の跡が発見されている。ヒキガエルのようにしゃがんだ姿の女神の像があり、その脚の間に入口がある。汗風呂に入る者が女神の体内を通ることが死と再生の暗喩になっているのかもしれないという。

## 研究史
1920年にシルヴェイナス・モーリーはチクル採集者であるチクレロから大きな遺跡の存在を知り、ユカテコ語で「終わりの石」を意味するシュルトゥンという名をつけた。この名前はシュルトゥンの石碑10に長期暦で10.3.0.0.0（889年）という日付が記されており、これが当時知られていた最も新しい日付だったことによる。遺跡は1921年から1924年までカーネギー研究所によって調査された。
1970年代にハーバード大学ピーボディ考古学・民族学博物館の『マヤ神聖文字碑文集成』(CMHI)プロジェクトのためにシュルトゥンを訪れたErik von Euwは、遺跡がひどく略奪されており、名前の由来になった石碑10を含むモニュメントが失われていることを記録している。
シュルトゥンが本格的に調査されるようになったのは21世紀にはいってからである。2001年からウィリアム・サターノ (William Saturno) を中心とするサン・バルトロ＝シュルトゥン(SBX)プロジェクトによってサン・バルトロ遺跡が調査され、盗掘者の掘った穴のあとに壁画が発見された。2010年から同調査はシュルトゥン遺跡にも及んでいる。